# Списък с епизоди на „Костенурките нинджа“ (сериал, 2003)
Това е списъкът с епизоди на анимационния сериал „Костенурките нинджа“ от 2003 г. с оригиналните дати на излъчване в САЩ и България.

## Сезон 1: 2003
| Номер | Заглавие                                                                 | Първо излъчване в САЩ | Първо излъчване в България |
| ----- | ------------------------------------------------------------------------ | --------------------- | -------------------------- |
| 01    | Нещата се променят (Things Change)                                       | 8 февруари 2003 г.    | 2005 г.                    |
| 02    | По-добър капан за мишки (A Better Mousetrap)                             | 15 февруари 2003 г.   | 2005 г.                    |
| 03    | Атаката на мишеловите (Attack of the Mousers)                            | 22 февруари 2003 г.   | 2005 г.                    |
| 04    | Запознайте се с Кейси Джоунс (Meet Casey Jones)                          | 1 март 2003 г.        | 2005 г.                    |
| 05    | Нано (Nano)                                                              | 8 март 2003 г.        | 2005 г.                    |
| 06    | Мрак в края на града (Darkness on the Edge of Town)                      | 15 март 2003 г.       | 2005 г.                    |
| 07    | Пътят на невидимостта (The Way of Invisibility)                          | 22 март 2003 г.       | 2005 г.                    |
| 08    | Падналият ангел (Fallen Angel)                                           | 29 март 2003 г.       | 2005 г.                    |
| 09    | Боклукчията (Garbageman)                                                 | 5 април 2003 г.       | 2005 г.                    |
| 10    | Шрьодер нанася удар, първа част (The Shredder Strikes, Part 1)           | 12 април 2003 г.      | 2005 г.                    |
| 11    | Шрьодер нанася удар, втора част (The Shredder Strikes, Part 2)           | 19 април 2003 г.      | 2005 г.                    |
| 12    | Неубедителната Костенурка Титан (The Unconvincing Turtle Titan)          | 3 май 2003 г.         | 2005 г.                    |
| 13    | Записки от подземието, първа част (Notes from the Underground, Part 1)   | 10 май 2003 г.        | 2005 г.                    |
| 14    | Записки от подземието, втора част (Notes from the Underground, Part 2)   | 17 май 2003 г.        | 2005 г.                    |
| 15    | Записки от подземието, трета част (Notes from the Underground, Part 3)   | 24 май 2003 г.        | 2005 г.                    |
| 16    | Кралят (The King)                                                        | 31 май 2003 г.        | 2005 г.                    |
| 17    | Шрьодер отвръща на удара, първа част (The Shredder Strikes Back, Part 1) | 7 юни 2003 г.         | 2005 г.                    |
| 18    | Шрьодер отвръща на удара, втора част (The Shredder Strikes Back, Part 2) | 14 юни 2003 г.        | 2005 г.                    |
| 19    | Истории за Лео (Tales of Leo)                                            | 13 септември 2003 г.  | 2005 г.                    |
| 20    | Ловецът на чудовища (The Monster Hunter)                                 | 20 септември 2003 г.  | 2005 г.                    |
| 21    | Завръщане в Ню Йорк, първа част (Return to New York, Part 1)             | 27 септември 2003 г.  | 2005 г.                    |
| 22    | Завръщане в Ню Йорк, втора част (Return to New York, Part 2)             | 4 октомври 2003 г.    | 2005 г.                    |
| 23    | Завръщане в Ню Йорк, трета част (Return to New York, Part 3)             | 11 октомври 2003 г.   | 2005 г.                    |
| 24    | Самотният Рафаело и хлапето (Lone Raph and Cub)                          | 18 октомври 2003 г.   | 2005 г.                    |
| 25    | Търсенето на Сплинтър, първа част (The Search for Splinter, Part 1)      | 25 октомври 2003 г.   | 2005 г.                    |
| 26    | Търсенето на Сплинтър, втора част (The Search for Splinter, Part 2)      | 1 ноември 2003 г.     | 2005 г.                    |

## Сезон 2: 2003-2004
| Номер | Заглавие | Първо излъчване в САЩ | Първо излъчване в България |
| ----- | --- | --------------------- | -------------------------- |
| 27    | Костенурки в космоса, първа част: Беглецът (Turtles in Space, Part 1: The Fugitoid)                                     | 8 ноември 2003 г.     | 2005 г.                    |
| 28    | Костенурки в космоса, втора част: Неприятности с Трицератоните (Turtles in Space, Part 2: The Trouble with Triceratons) | 15 ноември 2003 г.    | 2005 г.                    |
| 29    | Голямата къща (Turtles in Space, Part 3: The Big House)                                                                 | 22 ноември 2003 г.    | 2005 г.                    |
| 30    | Арената (Turtles in Space, Part 4: The Arena)                                                                           | 29 ноември 2003 г.    | 2005 г.                    |
| 31    | Костенурки в космоса, пета част: Войната на Трицератоните (Turtles in Space, Part 5: Triceraton Wars)                   | 6 декември 2003 г.    | 2005 г.                    |
| 32    | Тайнственият произход, първа част (Secret Origins, Part 1)                                                              | 17 януари 2004 г.     | 2005 г.                    |
| 33    | Тайнственият произход, втора част (Secret Origins, Part 2)                                                              | 24 януари 2004 г.     | 2005 г.                    |
| 34    | Тайнственият произход, трета част (Secret Origins, Part 3)                                                              | 31 януари 2004 г.     | 2005 г.                    |
| 35    | Спомени (Reflections)                                                                                                   | 14 февруари 2004 г.   | 2005 г.                    |
| 36    | Великият нинджа (The Ultimate Ninja)                                                                                    | 7 февруари 2004 г.    | 2005 г.                    |
| 37    | Завръщането на Нано (The Return of Nano)                                                                                | 21 февруари 2004 г.   | 2005 г.                    |
| 38    | Внимание, крокодил (What a Croc!)                                                                                       | 28 февруари 2004 г.   | 2005 г.                    |
| 39    | Завръщане в Подземния град (Return to the Underground)                                                                  | 6 март 2004 г.        | 2005 г.                    |
| 40    | Размирен град, първа част (City at War, Part 1)                                                                         | 13 март 2004 г.       | 2005 г.                    |
| 41    | Размирен град, втора част (City at War, Part 2)                                                                         | 20 март 2004 г.       | 2005 г.                    |
| 42    | Размирен град, трета част (City at War, Part 3)                                                                         | 27 март 2004 г.       | 2005 г.                    |
| 43    | Сметлантида (Junklantis)                                                                                                | 3 април 2004 г.       | 2005 г.                    |
| 44    | Златната шайба (The Golden Puck)                                                                                        | 10 април 2004 г.      | 2005 г.                    |
| 45    | Крадец вкъщи, първа част (Rogue in the House, Part 1)                                                                   | 17 април 2004 г.      | 2005 г.                    |
| 46    | Крадец вкъщи, втора част (Rogue in the House, Part 2)                                                                   | 24 април 2004 г.      | 2005 г.                    |
| 47    | Реликвата на Ейприл (April's Artifact)                                                                                  | 1 май 2004 г.         | 2005 г.                    |
| 48    | Завръщането на Отряда на справедливостта (Return of the Justice Force)                                                  | 8 май 2004 г.         | 2005 г.                    |
| 49    | Големият сблъсък, първа част (The Big Brawl, Part 1)                                                                    | 15 май 2004 г.        | 2005 г.                    |
| 50    | Големият сблъсък, втора част (The Big Brawl, Part 2)                                                                    | 18 септември 2004 г.  | 2005 г.                    |
| 51    | Големият сблъсък, трета част (The Big Brawl, Part 3)                                                                    | 25 септември 2004 г.  | 2005 г.                    |
| 52    | Големият сблъсък, четвърта част (The Big Brawl, Part 4)                                                                 | 2 октомври 2004 г.    | 2005 г.                    |

## Сезон 3: 2004-2005
| Номер | Заглавие                                                    | Първо излъчване в САЩ | Първо излъчване в България |
| ----- | ----------------------------------------------------------- | --------------------- | -------------------------- |
| 53    | Космическо нашествие (Space Invaders, Part 1)               | 9 октомври 2004 г.    | 22 ноември 2009 г.         |
| 54    | Космическо нашествие, втора част (Space Invaders, Part 2)   | 16 октомври 2004 г.   | 28 ноември 2009 г.         |
| 55    | Космическо нашествие, трета част (Space Invaders, Part 3)   | 23 октомври 2004 г.   | 29 ноември 2009 г.         |
| 56    | Сблъсъкът на световете, първа част (Worlds Collide, Part 1) | 30 октомври 2004 г.   | 5 декември 2009 г.         |
| 57    | Сблъсъкът на световете, втора част (Worlds Collide, Part 2) | 6 ноември 2004 г.     | 6 декември 2009 г.         |
| 58    | Сблъсъкът на световете, част трета (Worlds Collide, Part 3) | 6 ноември 2004 г.     | 12 декември 2009 г.        |
| 59    | Господин Пип и господин Беж (Touch and Go)                  | 13 ноември 2004 г.    | 13 декември 2009 г.        |
| 60    | Ловецът (Hunted)                                            | 20 ноември 2004 г.    | 19 декември 2009 г.        |
| 61    | Хората срещу извънземните (H.A.T.E.)                        | 27 декември 2004 г.   | 20 декември 2009 г.        |
| 62    | Отмъщението (Nobody's Fool)                                 | 4 декември 2004 г.    | 26 декември 2009 г.        |
| 63    | Нова кръв (New Blood)                                       | 11 декември 2004 г.   | 27 декември 2009 г.        |
| 64    | Урокът (The Lesson)                                         | 18 декември 2004 г.   | 1 януари 2010 г.           |
| 65    | Коледните пришълци (The Christmas Aliens)                   | 25 декември 2004 г.   | 21 ноември 2009 г.         |
| 66    | Лоното на злото (The Darkness Within)                       | 1 януари 2005 г.      | 2 януари 2010 г.           |
| 67    | Съдбоносна мисия (Mission of Gravity)                       | 8 февруари 2005 г.    | 3 януари 2010 г.           |
| 68    | Бездната отдолу (The Entity Below)                          | 15 януари 2005 г.     | 9 януари 2010 г.           |
| 69    | Приключения във времето (Time Travails)                     | 22 януари 2005 г.     | 10 януари 2010 г.          |
| 70    | Хън в действие (Hun on the Run)                             | 29 януари 2005 г.     | 16 януари 2010 г.          |
| 71    | Проверка на реалността (Reality Check)                      | 5 февруари 2005 г.    | 17 януари 2010 г.          |
| 72    | Отвъд вселената (Across the Universe)                       | 12 февруари 2005 г.   | 23 януари 2010 г.          |
| 73    | Съвсем като никога (Same As It Never Was)                   | 19 февруари 2005 г.   | 24 януари 2010 г.          |
| 74    | Истинският свят, първа част (The Real World, Part 1)        | 26 февруари 2005 г.   | 30 януари 2010 г.          |
| 75    | Истинският свят, втора част (The Real World, Part 2)        | 5 март 2005 г.        | 31 януари 2010 г.          |
| 76    | Гамбитът на Бишъп (Bishop's Gambit)                         | 12 април 2005 г.      | 6 февруари 2010 г.         |
| 77    | Бягството, първа част (Exodus, Part 1)                      | 19 април 2005 г.      | 7 февруари 2010 г.         |
| 78    | Бягството, втора част (Exodus, Part 2)                      | 26 април 2005 г.      | 13 февруари 2010 г.        |

## Сезон 4: 2005-2006
| Номер | Заглавие                                                               | Първо излъчване в САЩ                    | Първо излъчване в България |
| ----- | ---------------------------------------------------------------------- | ---------------------------------------- | -------------------------- |
| 79    | Братовчедът Сид (Cousin Sid)                                           | 10 септември 2005 г.                     | 14 февруари 2010 г.        |
| 80    | Изборът (The People's Choice)                                          | 17 септември 2005 г.                     | 20 февруари 2010 г.        |
| 81    | Децата на Безмълвната епоха (Sons of the Silent Age)                   | 1 октомври 2005 г.                       | 21 февруари 2010 г.        |
| 82    | Драконска отвара (Dragon's Brew)                                       | 8 октомври 2005 г.                       | 27 февруари 2010 г.        |
| 83    | Аз, чудовището (I, Monster)                                            | 15 октомври 2005 г.                      | 28 февруари 2010 г.        |
| 84    | Нечестна битка (Grudge Match)                                          | 22 октомври 2005 г.                      | 6 март 2010 г.             |
| 85    | Криле и молитви (A Wing and a Prayer)                                  | 25 септември 2005 г.                     | 7 март 2010 г.             |
| 86    | Лош ден (Bad Day)                                                      | 5 ноември 2005 г.                        | 13 март 2010 г.            |
| 87    | Врагове между нас (Aliens Among Us)                                    | 12 ноември 2005 г.                       | 14 март 2010 г.            |
| 88    | Появата на дракона (Dragons Rising)                                    | 19 ноември 2005 г.                       | 20 март 2010 г.            |
| 89    | Все още никой (Still Nobody)                                           | 26 ноември 2005 г.                       | 21 март 2010 г.            |
| 90    | Нощта на крадците (All Hallows Thieves)                                | 29 октомври 2005 г.                      | 27 март 2010 г.            |
| 91    | Самураят турист (Samurai Tourist)                                      | 3 декември 2005 г.                       | 28 март 2010 г.            |
| 92    | Древния (The Ancient One)                                              | 10 декември 2005 г.                      | 3 април 2010 г.            |
| 93    | Потомъкът на Шрьодер (Scion of the Shredder)                           | 4 февруари 2006 г.                       | 4 април 2010 г.            |
| 94    | Блудният син (Prodigal Son)                                            | 11 февруари 2006 г.                      | 10 април 2010 г.           |
| 95    | Зараза (Outbreak)                                                      | 18 февруари 2006 г.                      | 11 април 2010 г.           |
| 96    | Проблемите с Оги (Trouble with Augie)                                  | 25 февруари 2006 г.                      | 17 април 2010 г.           |
| 97    | Лудият в мембраната (Insane in the Membrane)                           | 14 октомври 2006 г. (във Великобритания) | 18 април 2010 г.           |
| 98    | Завръщането на Саванти, първа част (Return of Savanti, Part 1)         | 11 март 2006 г.                          | 24 април 2010 г.           |
| 99    | Завръщането на Саванти, втора част (Return of Savanti, Part 2)         | 18 март 2006 г.                          | 25 април 2010 г.           |
| 100   | Историята на учителя Йоши (Tale of Master Yoshi)                       | 4 март 2006 г.                           | 1 май 2010 г.              |
| 101   | Приключения в бърлогата на костенурките (Adventures in Turtle Sitting) | 25 март 2006 г.                          | 2 май 2010 г.              |
| 102   | Добри гени, първа част (Good Genes, Part 1)                            | 1 април 2006 г.                          | 8 май 2010 г.              |
| 103   | Добри гени, втора част (Good Genes, Part 2)                            | 8 април 2006 г.                          | 9 май 2010 г.              |
| 104   | Трибуналът за нинджи (Ninja Tribunal)                                  | 15 април 2006 г.                         | 15 май 2010 г.             |

## Сезон 5 (Изгубените епизоди): 2008
| Номер | Заглавие                                | Първо излъчване в САЩ | Първо излъчване в България |
| ----- | --------------------------------------- | --------------------- | -------------------------- |
| 105   | В скута на боговете                     | 16 февруари 2008 г.   |                            |
| 106   | Демони и дракони                        | 23 февруари 2008 г.   |                            |
| 107   | Легендата за петте дракона              | 1 март 2008 г.        |                            |
| 108   | Повече от един свят                     | 8 март 2008 г.        |                            |
| 109   | Началото на края                        | 15 март 2008 г.       |                            |
| 110   | Nightmares Recycled (незавършен епизод) | не е излъчен          |                            |
| 111   | Набиране на членове                     | 24 март 2008 г.       |                            |
| 112   | Нов световен ред, 1 част                | 29 март 2008 г.       |                            |
| 113   | Нов световен ред, 2 част                | 5 април 2008 г.       |                            |
| 114   | Бащи и синове                           | 12 април 2008 г.      |                            |
| 115   | Минало и настояще                       | 19 април 2008 г.      |                            |
| 116   | Драконите идват, 2 част                 | 26 април 2008 г.      |                            |
| 117   | Драконите идват, 1 част                 | 3 май 2008 г.         |                            |

## Сезон 6 (Скок в бъдещето или Приключения в бъдещето): 2006-2007
| Номер | Заглавие                                                        | Първо излъчване в САЩ | Първо излъчване в България |
| ----- | --------------------------------------------------------------- | --------------------- | -------------------------- |
| 118   | Проникване в бъдещето (Future Shellshock)                       | 29 юли 2006 г.        | 12 септември 2010 г.       |
| 119   | Старомодни оръжия (Obsolete)                                    | 5 август 2006 г.      | 12 септември 2010 г.       |
| 120   | Нашествие (Home Invasion)                                       | 12 август 2006 г.     | 18 септември 2010 г.       |
| 121   | Първична битка (Headlock Prime)                                 | 30 септември 2006 г.  | 18 септември 2010 г.       |
| 122   | Играта свърши (Playtime's Over)                                 | 7 октомври 2006 г.    | 18 септември 2010 г.       |
| 123   | Бишъп става рицар (Bishop to Knight)                            | 14 октомври 2006 г.   | 19 септември 2010 г.       |
| 124   | Нощта на Ш'оканабо (Night of Sh'Okanabo)                        | 21 октомври 2006 г.   | 25 септември 2010 г.       |
| 125   | Сблъсъкът на костенурките Титани (Clash of the Turtle Titans)   | 28 октомври 2006 г.   | 19 септември 2010 г.       |
| 126   | Заведи ме на Луната (Fly Me to the Moon)                        | 4 ноември 2006 г.     | 25 септември 2010 г.       |
| 127   | Нападението на крадеца на тела (Invasion of the Body Snatcher!) | 11 ноември 2006 г.    | 25 септември 2010 г.       |
| 128   | Чудовищата излизат през нощта (The Freaks Come Out at Night)    | 25 ноември 2006 г.    | 26 септември 2010 г.       |
| 129   | Лоша кръв (Bad Blood)                                           | 2 декември 2006 г.    | 26 септември 2010 г.       |
| 130   | Дневникът (The Journal)                                         | 9 декември 2006 г.    | 3 октомври 2010 г.         |
| 131   | Игроминаторът (The Gaminator)                                   | 16 декември 2006 г.   | 10 октомври 2010 г.        |
| 132   | Дипломиране – випуск 2105 (Graduation Day: Class of 2105)       | 24 март 2007 г.       | 2 октомври 2010 г.         |
| 133   | Въпрос на време (Timing Is Everything)                          | 31 март 2007 г.       | 9 октомври 2010 г.         |
| 134   | Да влезе Джамърхед (Enter the Jammerhead)                       | 7 април 2007 г.       | 16 октомври 2010 г.        |
| 135   | Рутинна мисия (Milk Run)                                        | 14 април 2007 г.      | 17 октомври 2010 г.        |
| 136   | Падението на Дариус Дън (The Fall Of Darius)                    | 21 април 2007 г.      | 23 октомври 2010 г.        |
| 137   | Изчезването на костенурките (Turtle X-Tinction)                 | 28 април 2007 г.      | 24 октомври 2010 г.        |
| 138   | Битка за чест (Race For Glory)                                  | 8 септември 2007 г.   | 30 октомври 2010 г.        |
| 139   | Държавен глава (Head Of State)                                  | 15 септември 2007 г.  | 31 октомври 2010 г.        |
| 140   | ДНК вода не става (DNA is Thicker than Water)                   | 6 октомври 2007 г.    | 6 ноември 2010 г.          |
| 141   | Космическият колекционер (The Cosmic Completist)                | 13 октомври 2007 г.   | 7 ноември 2010 г.          |
| 142   | Денят на пробуждане (The Day of Awakening)                      | 20 октомври 2007 г.   | 13 ноември 2010 г.         |
| 143   | Зиксто чувство (Zixxth Sense)                                   | 27 октомври 2007 г.   | 14 ноември 2010 г.         |

## Сезон 7 (Завръщане в каналите): 2008-2009
| Номер | Заглавие                                         | Първо излъчване в САЩ | Първо излъчване в България |
| ----- | ------------------------------------------------ | --------------------- | -------------------------- |
| 144   | Преследване във времето (Tempus Fugit)           | 13 септември 2008 г.  | 21 февруари 2011 г.        |
| 145   | Обучен на карате (Karate Schooled)               | 20 септември 2008 г.  | 22 февруари 2011 г.        |
| 146   | Нещо зло (Something Wicked)                      | 27 септември 2008 г.  | 23 февруари 2011 г.        |
| 147   | Годежният пръстен (The Engagement Ring)          | 4 октомври 2008 г.    | 24 февруари 2011 г.        |
| 148   | Геният на Стокман (Hacking Stockman)             | 18 октомври 2008 г.   | 25 февруари 2011 г.        |
| 149   | Играчката Сърлинг (Incredible Shrinking Serling) | 25 октомври 2008 г.   | 28 февруари 2011 г.        |
| 150   | Криза на личността (Identity Crisis)             | 1 ноември 2008 г.     | 1 март 2011 г.             |
| 151   | Кибер каубои (Web Wranglers)                     | 8 ноември 2008 г.     | 2 март 2011 г.             |
| 152   | Суперкуест (Superquest)                          | 15 ноември 2008 г.    | 3 март 2011 г.             |
| 153   | Виртуална проверка (Virtual Reality Check)       | 22 ноември 2008 г.    | 4 март 2011 г.             |
| 154   | Град под обсада (City Under Siege)               | 29 ноември 2008 г.    | 7 март 2011 г.             |
| 155   | Наметалото (Super Power Struggle)                | 21 февруари 2009 г.   | 8 март 2011 г.             |
| 156   | Сватбени камбани (Wedding Bells and Bytes)       | 28 февруари 2009 г.   | 9 март 2011 г.             |

### Безредие на Острова на мутантите
Започвайки на 7 март 2009 г., поредица от 13 кратки епизода, вариращи от минута и половина до две минути, започнаха излъчване по The CW4Kids. Пускани са седмица по-рано преди телевизионното излъчване. На 27 март 2010 г. епизодите са пуснати като един цял, озаглавен „Безредие на Острова на мутантите“, като част от сезона „Завръщане в каналите“.
| Номер | Заглавие                     | Първо излъчване в САЩ |
| ----- | ---------------------------- | --------------------- |
| 01    | What Lurks Beneath           | 7 март 2009 г.        |
| 02    | Terror Unleashed             | 7 март 2009 г.        |
| 03    | Trouble Runs Rampant         | 14 март 2009 г.       |
| 04    | Showdown in the Subterrane   | 21 март 2009 г.       |
| 05    | Attack of the Purple Dragons | 28 март 2009 г.       |
| 06    | Face-Off with the Foot       | 4 април 2009 г.       |
| 07    | Rivals Take Arms             | 11 април 2009 г.      |
| 08    | Dread Returns                | 18 април 2009 г.      |
| 09    | In Pursuit of Danger         | 25 април 2009 г.      |
| 10    | The Scourge Revealed         | 2 май 2009 г.         |
| 11    | Rendezvous with Evil         | 9 май 2009 г.         |
| 12    | Stockman Strikes             | 16 май 2009 г.        |
| 13    | Fate of the Deranged Dinos   | 23 май 2009 г.        |

| Номер | Заглавие                  | Първо излъчване в САЩ |
| ----- | ------------------------- | --------------------- |
| 1     | Mayhem from Mutant Island | 27 март 2010 г.       |

### Филм
| Номер | Заглавие                              | Първо излъчване в САЩ |
| ----- | ------------------------------------- | --------------------- |
| 01    | Костенурки завинаги (Turtles Forever) | 21 ноември 2009 г.    |